# Dana Medřická
Dana Medřická (11. července 1920 Praha – 21. ledna 1983 Praha) byla česká divadelní, televizní a filmová herečka.

## Život a dílo
Již od své první návštěvy divadla v šesti letech toužila stát se herečkou. Když jí přísný tatínek nedovolil jít na konzervatoř, odmaturovala na pražském dívčím gymnáziu v Dušní ulici (1939). Studium na konzervatoři sice zahájila, ale nedokončila a už na jaře 1940 nastoupila do svého prvního angažmá v Brně, kam ji jako „novou naději českého divadla“ doporučil režisér Jaroslav Kvapil. Další kroky vedly herečku do Plzně (1942–1943) a ještě před koncem války do Prahy. Zde začínala v Lidovém divadle Uranie, první poválečnou sezonu zahájila v Divadle 5. května, ale již od září 1945 působila v Městském divadle na Královských Vinohradech (později Divadle čs. armády).
První velký úspěch jí přinesla role Slávky Hlubinové ve Šrámkově Měsíci nad řekou, kterou hrála na jevištích v Plzni i Praze, ale v níž zazářila především ve stejnojmenném filmu Václava Kršky z roku 1953. Na scénách Městských divadel pražských v letech 1954–1959 a Národního divadla (1959–1983) vytvořila desítky různorodých ženských postav světového repertoáru. Její interpretace se vyznačovaly neokázalostí, prostou i jedinečnou schopností vystihnout komické i tragikomické charaktery. K jejím životním rolím kromě Šrámkovy Slávky patřila Blanche v Tramvaji do stanice Touha T. Williamse, titulní role v Brechtově Matce Kuráži, ale především Erži Orbánová v Kočičí hře maďarského autora Istvána Örkényho. Zásluhou mistrovského výkonu Dany Medřické se Kočičí hra stala jednou z divácky nejúspěšnějších inscenací v historii Národního divadla a dosáhla 403 repríz. Dávala vždy divadlu přednost před filmem, přesto vytvořila na pět desítek filmových rolí.
Málokdo z filmových režisérů jí však nabídl roli, jaká by odpovídala herečce jejího formátu. A tak její Slávka Hlubinová zůstala pro diváky po desetiletí vrcholem jejího filmového umění. Také na televizní obrazovce se objevila v několika seriálech, jako Taková normální rodinka, F. L. Věk nebo Nemocnice na kraji města. Nezapomenutelným zůstal herecký koncert dvojice Dana Medřická – Karel Höger v televizním komorním dramatu Romeo a Julie na konci listopadu.
V roce 1979 zemřel po delší nemoci její celoživotní partner Václav Vydra mladší, s nímž žila od roku 1945. Za zmínku stojí i fakt, že spolu s ním podepsala v roce 1948 výzvu prokomunistické inteligence Kupředu, zpátky ni krok!, jež byla vydána dne 25. února 1948 na podporu komunistického převratu. Se svým partnerem vychovávala syna Václava Vydru nejmladšího, dnes dalšího pokračovatele herecké dynastie Vydrů.
Všechny své role brala vážně a zodpovědně, a to jak na jevišti, tak v osobním životě, zapomínala jen sama na sebe. Jejímu „babímu létu“, vztahu se Španělem Artemiem, který v padesátých letech žil v Praze a patřil tehdy k jejím obdivovatelům, nebylo už dopřáno mnoho času. Jejich manželství trvalo jen něco přes rok.
Dana Medřická byla hospitalizována se srdečním infarktem, na jehož následky zemřela 21. ledna 1983.

## Citát
| „              | V jedné scéně jsem jí přinesl růže a měli jsme pak dlouhý dialog. Říkám tomu – herecké hvězdné okamžiky, setkáte se s partnerem a pojednou vznikne takový vzájemný kontakt, že se stačí už jen dívat, poslouchat a odpovídat. A to je pro mě dodneška něco nezapomenutelného. Nezapomenutelného jako Dana sama. | “ |
| — Zdeněk Řehoř | |   |

## Filmografie

### Film
- 1944 Počestné paní pardubické – režie: Martin Frič – konšelova dcera
- 1944 Skalní plemeno – režie Ladislav Brom – Anka Halíková
- 1945 Třináctý revír – role: tanečnice Fróny (režie: Martin Frič)
- 1945 Černí myslivci – režie Martin Frič – Žofka
- 1946 Průlom – režie Karel Steklý – hostinská
- 1946 Lavina – režie Miroslav Cikán – Bendová
- 1947 Bílá tma – režie František Čáp – Helena
- 1947 Muzikant – režie František Čáp – Fanka
- 1948 Dvaasedmdesátka – režie Jiří Slavíček – Marta Krulišová
- 1948 Ves v pohraničí – režie Jiří Krejčík – číšnice
- 1948 Kariéra – režie Karel Steklý – Hermína
- 1950 V trestném území – režie Miroslav Hubáček – snoubenka
- 1951 Mikoláš Aleš – režie Václav Krška – Marina
- 1952 Akce B – režie Josef Mach – Polana
- 1953 Přicházejí ze tmy – režie Václav Gajer – Růžena Junková
- 1953 Měsíc nad řekou – režie Václav Krška – Slávka Hlubinová
- 1954 Nejlepší člověk – režie Václav Wasserman – Malvína Kolenatá
- 1956 Labakan – režie Václav Krška – sultánka Ziraida
- 1957 Florenc 13.30 – režie Josef Mach – Veselá
- 1957 Malí medvědáři – režie Jindřich Puš – Burešová
- 1958 Zde jsou lvi – režie Václav Krška – Vilma
- 1959 Ošklivá slečna – režie Miroslav Hubáček – Hana Kalvodová
- 1960 Černá sobota – režie Miroslav Hubáček – Věra Rezková
- 1960 Lidé jako ty – režie Pavel Blumenfeld – MUDr. Rudolfová
- 1960 Tři tuny prachu – režie Oldřich Daněk – Zástěrová
- 1961 Malý Bobeš – režie Jan Valášek – Bobešova matka
- 1961 Každá koruna dobrá – režie Zbyněk Brynych – žena v ložnici
- 1961 Turista (FAMU) – režie Evald Schorm – Věra
- 1962 Život bez kytary – režie Jiří Hanibal – Petráková
- 1962 Dva z onoho světa – režie Miloš Makovec – Alina Fořtová
- 1962 Malý Bobeš ve městě – režie Jan Valášek – Bobešova matka
- 1963 Ikarie XB 1 – režie Jindřich Polák – Nina Kirová
- 1966 Návrat ztraceného syna – režie: Evald Schorm – role: Olga
- 1966 Kdo chce zabít Jessii? – režie: Václav Vorlíček – role: doc. Růžena Beránková
- 1966 Lidé z maringotek – režie Martin Frič – Gruzínka
- 1970 Radúz a Mahulena – režie Petr Weigl – Nyola
- 1975 Profesoři za školou (povídka Láska) – režie Milan Muchna – Havránková
- 1976 Der Mädchenkrieg (Dívčí válka) – režie Alf Brustellin – Hanka
- 1976 Noc klavíristy – režie Jindřich Polák – Mráčková
- 1976 Den pro mou lásku – režie Juraj Herz – Petrova matka
- 1976 Léto s kovbojem – režie Ivo Novák – babička
- 1977 Talíře nad Velkým Malíkovem – režie Jaromil Jireš – Eliška
- 1977 Advokátka – režie Andrej Lettrich – Deminová
- 1977 Šestapadesát neomluvených hodin – režie Ivo Novák – Štuková
- 1978 Sólo pro starou dámu – režie Václav Matějka – Věra Pechlátová
- 1980 Der Wahnwitzige Genius (Nerozumný génius) – režie Petr Weigl – teta Ljubov
- 1980 Dívka s mušlí – režie Jiří Svoboda – sociální pracovnice
- 1980 Půl domu bez ženicha – režie Hynek Bočan – teta Heda
- 1980 Svítalo celou noc – režie Václav Matějka – vrchní sestra
- 1981 Der Tag der Idioten – režie Werner Schröter
- 1982 The Turn of the Screw – režie Petr Weigl – Miss Grose
- 1982 Fandy, ó Fandy – režie Karel Kachyňa – Vodrážková
- 1983 A csóda vége (Konec zázraku) – režie János Vészi – Irma

### Televize
- 1954 Noc na Karlštejně – role: Alžběta
- 1956 V pasti (TV film) - role: Imogen
- 1956 Počestná děvka – role: Lizzie
- 1960 Třetí přání (divadlo)
- 1961 Božena Němcová – titulní role
- 1962 Tři chlapi v chalupě (TV seriál) – Potůčková
- 1963 Metelice – Káťa
- 1963 Domácí víno – matka
- 1964 Zázrak sv. Antonína – Virginie
- 1964 Příběh dušičkový – Petronila Konopková
- 1965 Divoká holka
- 1966 Cesta řeky k moři – Marie Silva
- 1967 Malá Dorritka – Aphery
- 1968 Sňatky z rozumu (TV seriál) – Smolíková
- 1968 České pohádky: Jak se sedlák se selkou ulakomili
- 1969 Popelka – role: macecha
- 1970 Smrt Porthose – George Sandová
- 1970 Alexandr Dumas starší
- 1971 Romeo a Julie na konci listopadu – Marie Dočkalová
- 1971 Nečekaný rodinný večer – maminka
- 1971 Návrat pana Ryšánka (TV zpracování povídky Jana Nerudy z Povídek malostranských) – role: hostinská Leopolda Nocarová
- 1971 Legenda o zabití – role: Paula Tóthová
- 1971 F. L. Věk (TV seriál) – paní Butteauová
- 1972 Taková normální rodinka (TV seriál) – maminka Hanáková
- 1972 Zdravá vdova – matka Kubešová
- 1972 Královská ozvěna
- 1972 Eva a její klan (TV komedie) – role: Dr. Eva Drobná, matka
- 1973 V studni – role: Veruna
- 1973 Schovanka – role: Vasilisa
- 1973 Nejmilejší role – Anna; herečka Grünzerová (dvojrole)
- 1973 Čierne ovce
- 1974 Půlpenny – dr. Brettová
- 1974 Pozdní léto – role: Mrákotová
- 1974 Křeslo pro gladioly (TV inscenace) – role: teta Zdena
- 1974 Královská ozvěna – role: královna
- 1974 Bratranec Pons – domovnice Cibotová
- 1974 Byl jednou jeden dům (TV seriál) – Ulčová
- 1975 Vlny nad námi – Olga Trofimovna
- 1975 Podivná paní Savageová – paní Paddyová
- 1975 Paní Savageová v rozpacích – paní Paddyová
- 1975 Hra o život – Helenina matka
- 1975 Falstaff (TV opera)
- 1975 Dopisy Uljanových
- 1976 Typicky ženská reakce – Mrázková
- 1976 Taková divná ženská – Anda Řeháková
- 1976 Střílej oběma rukama – Marie Kotálová
- 1976 Stáří 19 – matka Poláková
- 1976 O třech bratřích – žena Ibrahima
- 1976 Jenůfa – Kostelnička Buryjovka
- 1976 Až bude padat hvězda – role: Máčková
- 1977 Třešňová babička – role: babička Pěnkavová
- 1977 Nikola Šuhaj loupežník (TV film) – role: bába (čarodějnice)
- 1977 Lalůček
- 1977 O Všudybylovi – role: chůva
- 1977 O líném Honzovi (TV pohádka)
- 1977 Co je s tebou, Lenko? – role: učitelka
- 1977 Žena za pultem (TV seriál) – role: babička
- 1978 Rána jistoty – role: Zárubová
- 1978 Plácek
- 1978 Řemen (TV komedie) – role: prodavačka
- 1979 Theodor Chindler - Die Geschichte einer deutschen Familie (TV seriál)
- 1979 Všichni za jednoho – Chmelíková
- 1979 Půl milionu za Alavara – Ortizová
- 1979 Nikola Šuhaj loupežník – baba
- 1979 Nebožtíci na bále (TV adaptace humoresky) - role: správcová
- 1979 Lustr – maminka Karla
- 1979 Druhá první dáma – Celtová
- 1979 Dnes v jednom domě (TV seriál) – Petrboková
- 1979 Dívka světových parametrů (TV komedie) – role: teta Miluška
- 1980 Vzorná tchyně – role: matka
- 1980 Plášť pro vítr – role: tetička Donkichot
- 1980 Už vám není dvacet, paní Bláhová – role: babička Bláhová
- 1981 Předjaří – role: Bělská
- 1981 Tot-Amor – role: Petersová
- 1981 Nemocnice na kraji města (TV seriál) – role: MUDr. Fastová
- 1982 Tři spory: Spor dramaturga Stroupežnického
- 1982 Pouť králů – role: Ludmila
- 1982 Malý pitaval z velkého města (TV seriál)
- 1982 Kočičí hra (divadlo)
- 1982 Dedičstvo
- 1984 My všichni školou povinní (TV seriál) – role: učitelka Zmatlíková

## Rozhlas
- 1967 Peter Karvašː Sedm svědků. Roleː sedmá svědkyně, režisérː Jiří Horčička

## Kniha vzpomínek
V roce 1995 vyšla kniha vzpomínek Vaše Dana Medřická.

## Ocenění
Dana Medřická byla oceněna státní cenou a získala titul Zasloužilá umělkyně. Národní umělkyní se přes svoji výjimečnost a oblibu nikdy nestala.

## Posmrtná pocta
- V Národním divadle je na pravém schodišti mezi přízemím a 1. balkonem umístěna busta Dany Medřické[8]
- V roce 2019 vydala Česká pošta známky a obálky prvního dne s příležitostným razítkem s portréty Dany Medřické a Radovana Lukavského.[9]